# Renaud de Roucy
Renaud ou Ragenold (mort le 10 mai 963), est un comte de Roucy et de Reims du Xe siècle.

## Biographie
Il apparaît en 943 aux côtés du roi Louis IV d'Outremer et l'assiste dans la lutte que ce dernier mène contre le comte Herbert II de Vermandois qui meurt en 943. Renaud continue de servir le roi et prend pour son compte la ville de Sens en 945.
Vers 945, Louis IV, pour le récompenser lui donne en mariage sa belle-fille Albérade de Lotharingie et lui donne en fief la terre de Roucy, située entre Reims et Laon, avec charge pour lui de bâtir une forteresse, ce dont il s'acquitte entre 947 et 953. Durant cette époque, il valide, en tant que comte, une charte de déguerpissement en faveur de l'abbaye bénédictine de Charlieu fondée en 875.
En 946, Hugues de Vermandois, archevêque de Reims est destitué par le roi et remplacé par Artaud. Ce dernier confie le pouvoir temporel du diocèse à Renaud, qui devient ainsi comte de Reims.
En 954, à la mort de Louis d'Outremer, il reporta sa fidélité au fils du roi, Lothaire. Il meurt le 10 mai 963, laissant au moins quatre enfants, encore jeunes :
- Ermentrude de Roucy († v. 1004), qui épousa en premières noces Aubry II de Mâcon († 982), comte de Mâcon, puis le comte Otte-Guillaume († 1026), comte de Mâcon, puis comte de Bourgogne ;
- Gislebert de Roucy († v. 1000), comte de Roucy et vicomte de Reims ;
- Brunon de Roucy (° v. 956 - † 1016), évêque de Langres ;
- une fille[n 2] mariée à Fromond II († 1012), comte de Sens.

Renaud de Roucy est inhumé dans l'église abbatiale de Saint-Remi de Reims.